# Museum of Edinburgh
Museum of Edinburgh, ftidligere kendt som Huntly House Museum, er et bymuseum i Edinburgh, Skotland, der har en samling om byens historie og legender. Udstillingen inkluderer en original kopi af National Covenant underskrevet i Greyfriars Kirk i 1638 og en rekonstruktion af Field Marshal jarl Haigs hovedkvarter på vestfronten under første verdenskrig.
Museet er indrettet i Huntly House på the Canongate, som stammer fra 1500-tallet, og museet drives af City of Edinburgh Council.
Museet har også en stor samling af dekorativ kunst fra Edinburgh, som bl.a. glas, keramik og porcelæn fra 1760'erne.